# All Saints
All Saints — англійський жіночий поп-гурт, утворений у 1993 році. Довгий час вважався найуспішнішим жіночим колективом Великої Британії, після Spice Girls.
Гурт розпався у 2001 році і знову зібрався у 2006, випустивши новий альбом «Studio 1». Першим синглом з альбому став хіт «Rock Steady», другим, і як виявилось заключним, «Chick Fit». Керівництво звукозаписувальної компанії Parlophone розірвало контракт з дівчатами. Але All Saints заявили що на цьому їх возз'єднання не закінчилось і вони будуть шукати собі новий лейбл, яким з численних чуток стане незалежний лейбл All Around The World, який вже має досвід співпраці з такими відомими виконавцями, як Cascada та Данні Міноуг. Керівництво All Around The World однак спростувало інформацію про співпрацю з All Saints.

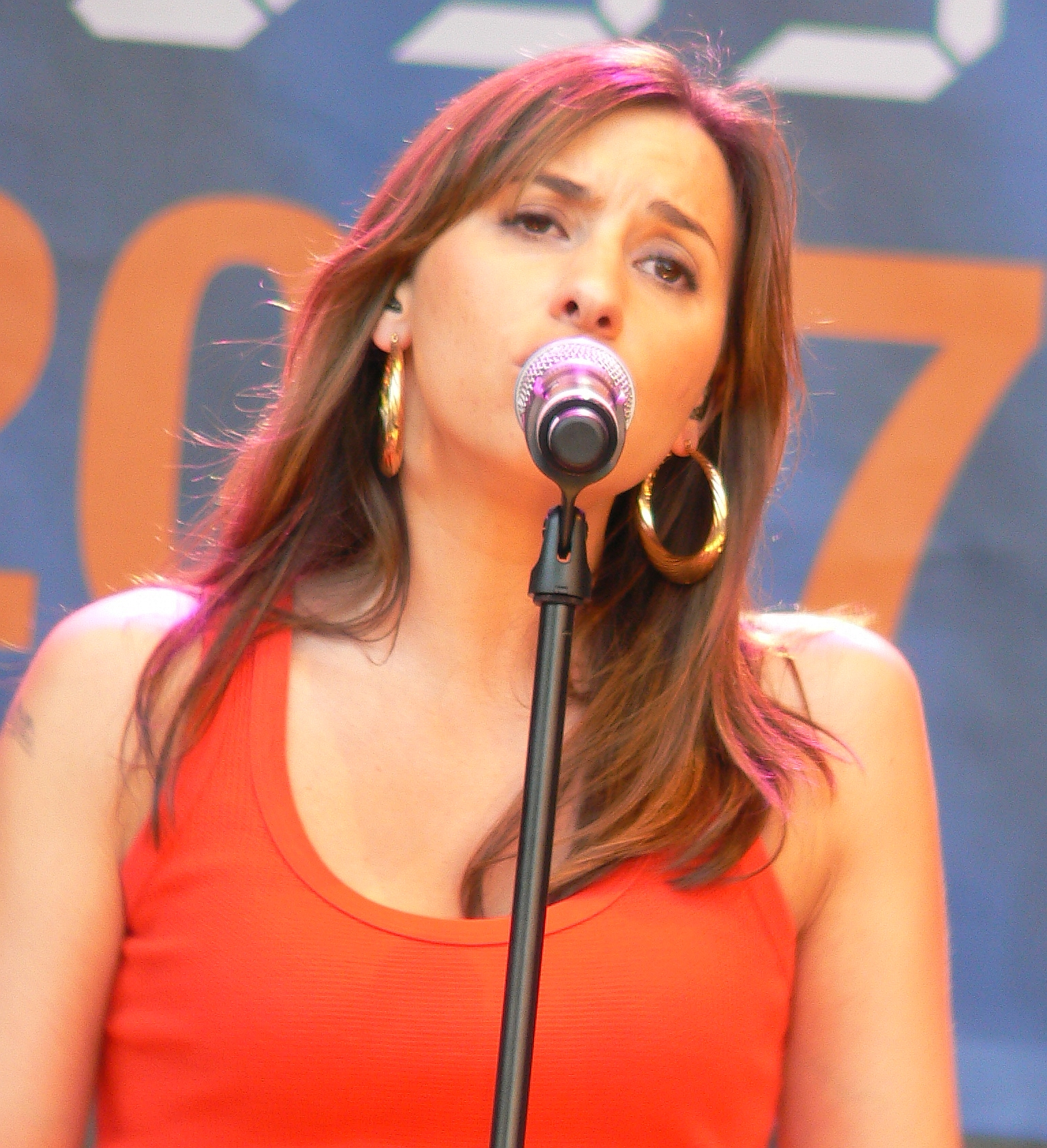
Мелані Блатт
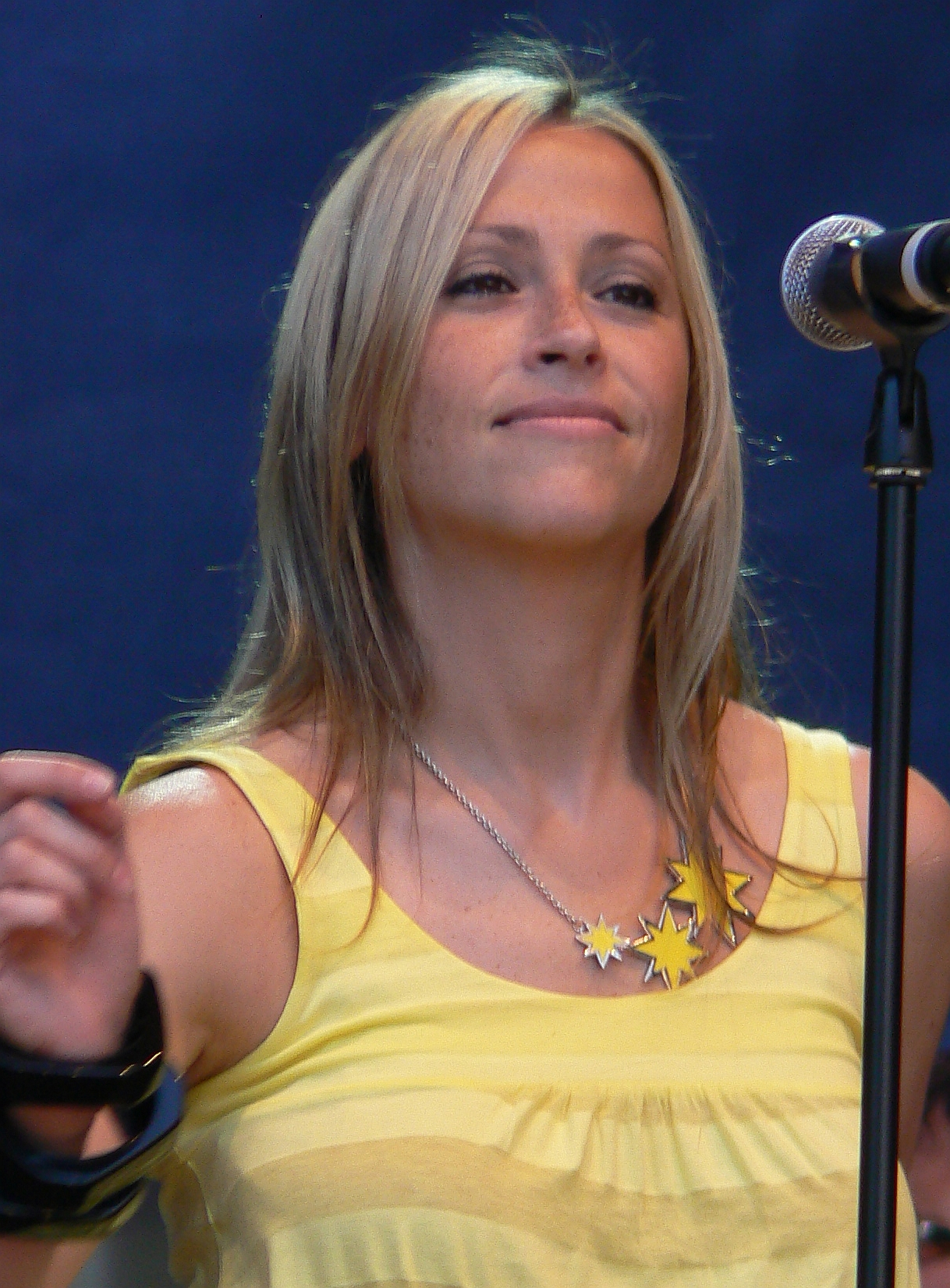
Ніколь Епплтон
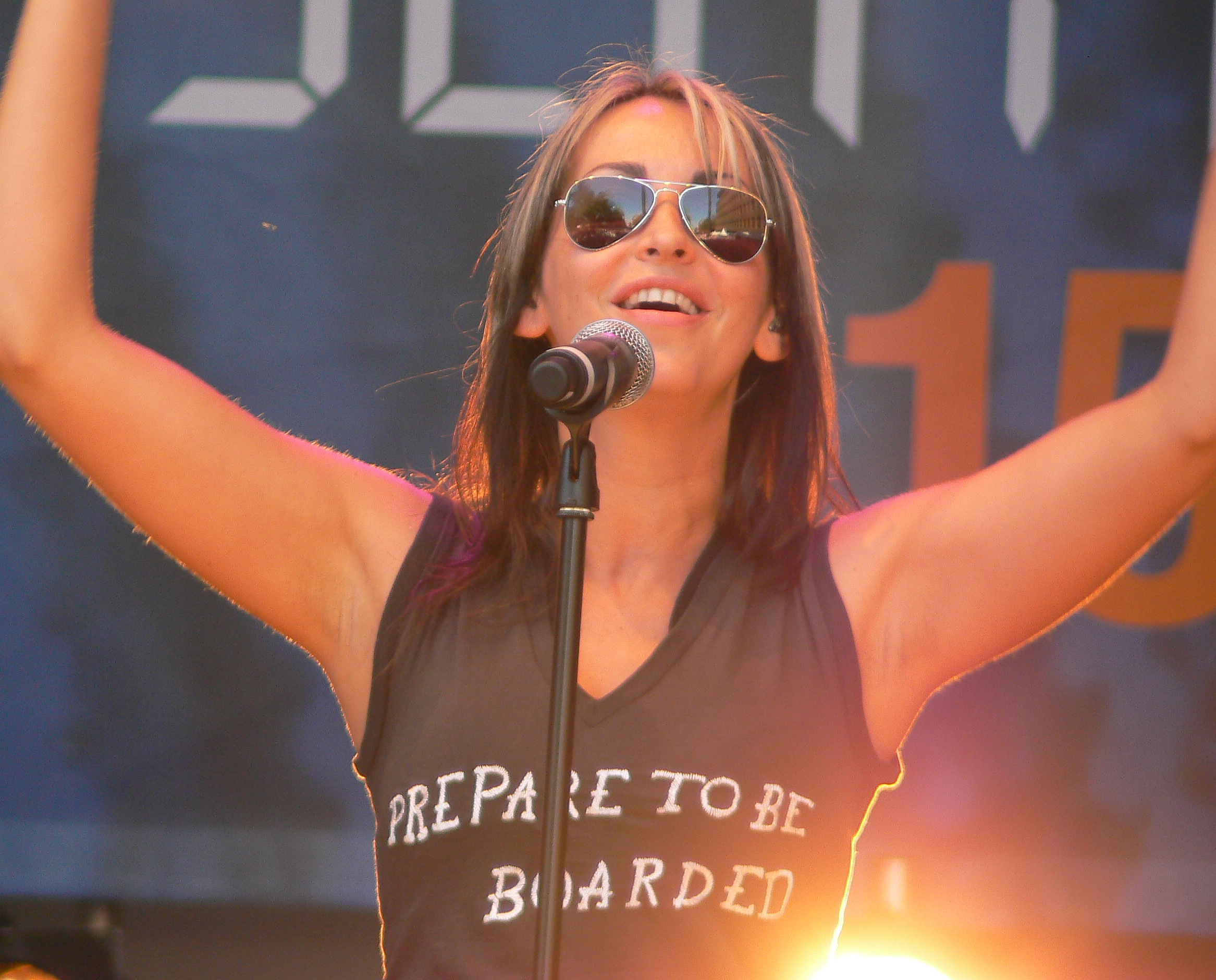
Наталі Епплтон
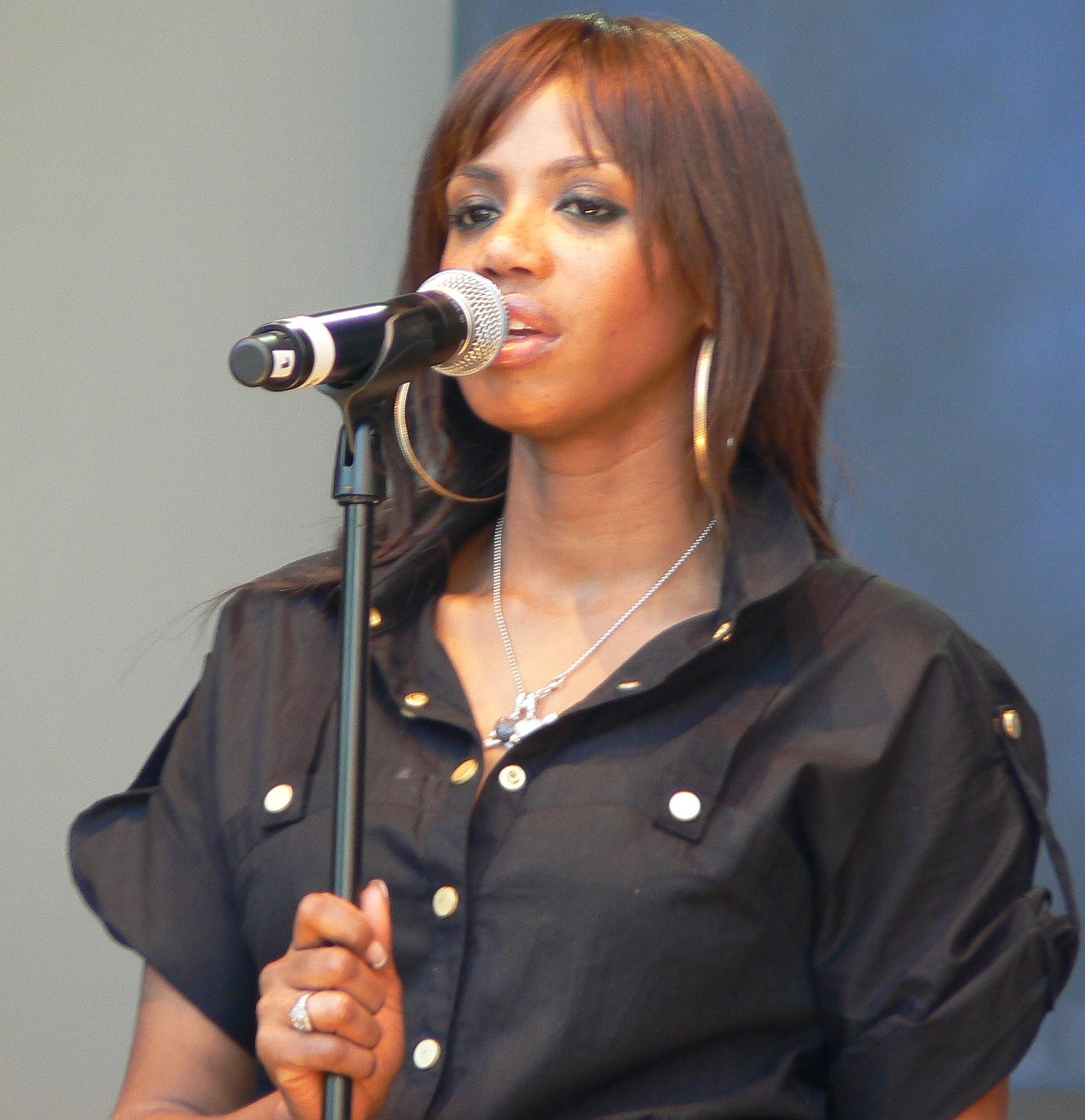
Шазней Льюїс

## Дискографія

### Альбоми
- All Saints (24 листопада 1997)
- Saints & Sinners (14 жовтня 2000)
- Studio 1 (13 листопада 2006)